# Iraans honkbalteam

Vlag van Iran.

Het Iraans honkbalteam is het nationale honkbalteam van Iran. Het team vertegenwoordigt Iran tijdens internationale wedstrijden. Het Iraans honkbalteam hoort bij de Aziatische Honkbalfederatie (BFA). De manager is de Amerikaan Gerardo Yassel Cabrera.